# Il cacciatore (E. M. Corder)
Il cacciatore è un romanzo del 1979 di E. M. Corder, trasposizione letteraria della sceneggiatura di Deric Washburn e Michael Cimino del film del 1978 Il cacciatore, che vinse cinque premi Oscar.
La sceneggiatura stessa è vagamente ispirata al romanzo tedesco del 1936 Tre camerati, del veterano della prima guerra mondiale Erich Maria Remarque, che segue le vite di un trio di veterani del primo conflitto mondiale nella Repubblica di Weimar.

## Trama
Il romanzo è ambientato nel Vietnam meridionale, a Pittsburgh e all'interno della classe operaia di Clairton, una città sul fiume Monongahela, in Pennsylvania. Il libro racconta la storia di tre amici operai siderurgici americani (Michael "Mike" Vronsky, Steven Pushkov e Nikanor "Nick" Chevotarevich) sia prima che durante il loro servizio militare nella guerra del Vietnam.

## Epigrafe
L'epigrafe è di Ernest Hemingway:
(Ernest Hemingway)